# Calmon Barreto
Calmon Barreto de Sá Carvalho (Araxá, 20 de novembro de 1909 — Araxá, 9 de junho de 1994) foi um pintor, gravador, ilustrador, desenhista, escultor e escritor brasileiro. Foi professor e diretor da Escola Nacional de Belas Artes, gravador mestre da Casa da Moeda e deixou uma vasta produção artística em várias técnicas, com mais de mil obras identificadas.

## Biografia
Ainda jovem mudou-se para o Rio de Janeiro, iniciando uma formação artística na Casa da Moeda. Com 14 anos ingressou na Escola Nacional de Belas Artes (ENBA). Ali estudou modelo vivo, escultura e gravura, sendo aluno de Giorgio Girardet e Rodolfo Chambelland. Foi assistente  de Chambelland na classe de modelo vivo.
Participou de seis exposições gerais da escola e em 1929 recebeu o Prêmio de Viagem ao Exterior com a obra Garimpeiros e Índios, onde já se nota seu interesse por temas nacionais. Ao contrário da maioria dos contemplados, que preferia o aperfeiçoamento em Paris, então o maior centro do modernismo, Calmon escolheu Roma.
Voltando ao Brasil, foi nomeado gravador mestre da Casa da Moeda, sendo incumbido de gravar as moedas chamadas "vicentinas". Em 1932 participou do 1º Salão do Núcleo Bernardelli. Ganhou projeção no Rio nesta época como ilustrador de jornais e revistas.
Em 1951, após concurso, foi nomeado catedrático da ENBA na classe de anatomia e fisiologia artística. Segundo seu aluno Bandeira de Mello, Calmon Barreto "era um professor que possuía um conhecimento profundo do desenho e da gravura", enfatizando a construção da forma no espaço em seus aspectos de ritmo, proporção, equilíbrio, movimento e composição. Viria a assumir a direção da escola entre 1961 e 1964.
Depois de aposentar-se em 1967, voltou para Araxá, onde passou o resto da vida envolvido na produção artística e no resgate da história da região, período em que conquista maior liberdade de expressão e passa a criar uma iconografia de caráter historicista e regionalista. Segundo Gisele da Rocha, Calmon Barreto deixou uma marca notável em Araxá como artista e dinamizador da cultura. Idealizou o primeiro Salão de Artes Plásticas do município, e deixou uma série de obras de arte em espaços públicos.

## Obra

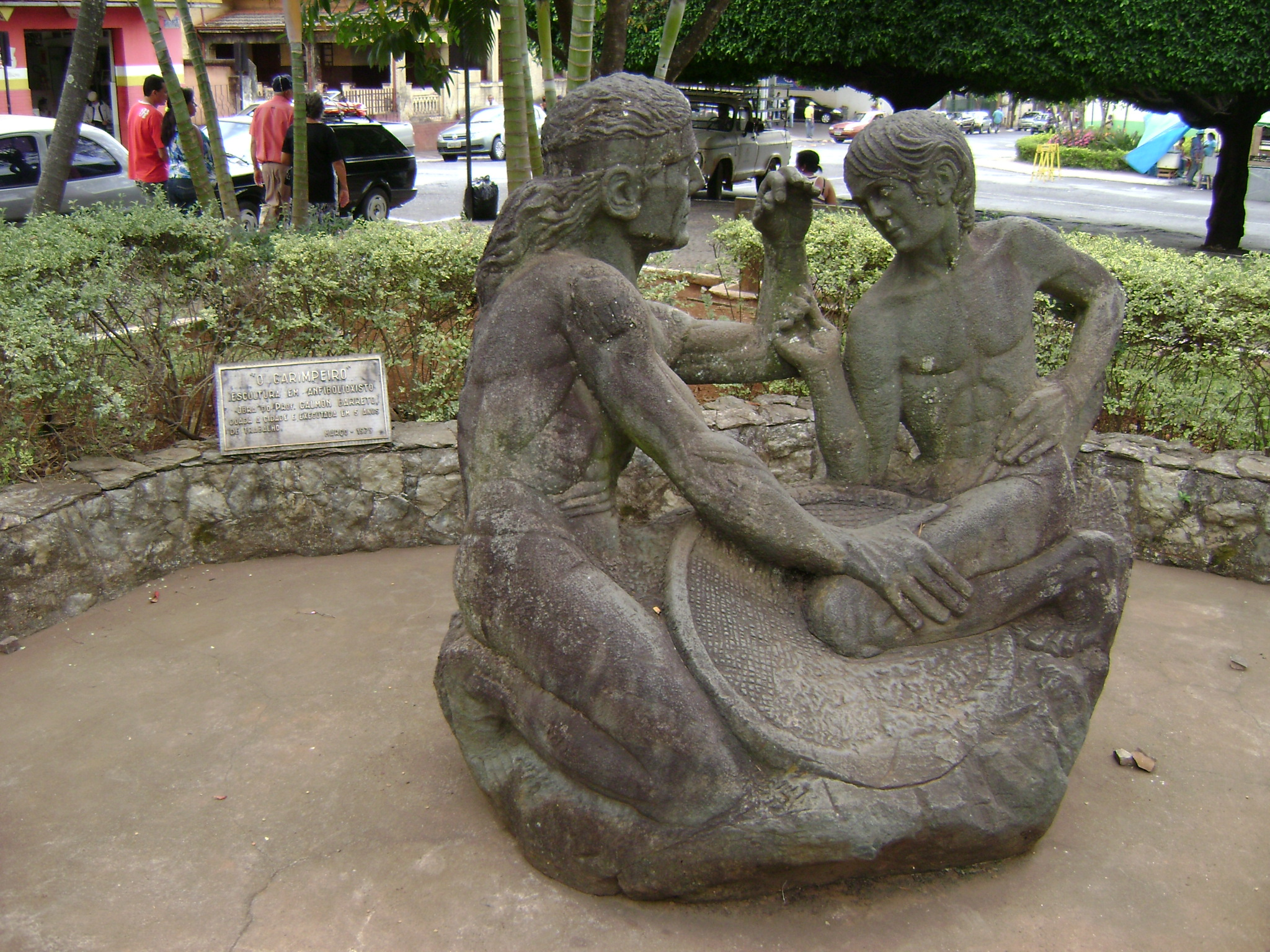
Escultura O garimpeiro, doada à cidade de Araxá e instalada em uma praça em 1979

Seu estilo se manteve de modo geral dentro de uma linha conservadora, distante do experimentalismo mais radical dos modernistas, que considerava "um verdadeiro abuso do subjetivismo", aproximando-se do estilo de Almeida Júnior e depois Portinari, enfatizando aspectos do regionalismo. Muitas das suas pinturas fazem reconstruções visuais de costumes, personagens e eventos da história mineira e brasileira, além de muitas vezes apontarem para questões sociais e identitárias e relações de poder, como as intituladas Pampolha, Bandeirante, Passagem de Anhanguera, Garimpagem, Bartolomeu Bueno e Comitiva, Execução dos Araxás e Chegada dos Tropeiros.
Suas ilustrações também tratam em geral dos mesmos temas, produzindo imagens que evocavam personagens da história brasileira, como garimpeiros, bandeirantes, indígenas, quilombolas, boiadeiros e cavaleiros. Na apreciação de Marco Antonio de Andrade, foi "desenhista rigoroso", e "a produção como medalhista, escultor e ilustrador mantém seu trabalho dentro de uma tradição figurativa que, porém, mantém certos laços com as imagens dos meios de comunicação em massa. Cria uma iconografia do cerrado e da história da região que torna-se bastante popular e referencial para a arte local".
Para Queiroz & Bteshe, seu interesse pela escultura e pela gravação de moedas e medalhas se revela também nas obras bidimensionais, acentuando os contornos e o modelado das luzes e sombras, e evitando que a mancha e a cor ultrapassem as linhas definidas pelo desenho. Para os pesquisadores, a evolução da sua obra ao longo do tempo, especialmente seus estudos da figura humana, permite formar paralelos com as mudanças de diretrizes estéticas e métodos de ensino efetuadas no âmbito da academia brasileira.
Para Rocha, "a produção artística de Calmon Barreto traz inúmeras contribuições para a arte brasileira e para a história da Escola Nacional de Belas Artes. Sua atuação como gravador na Casa da Moeda, aluno, professor e diretor da ENBA, ilustrador de revistas cariocas, pintor e escultor deram origem a um legado de obras que, localizadas em diferentes arquivos, preservam valiosas referências da cultura brasileira".

## Reconhecimento
Ainda em vida, testemunhou a criação da Fundação Cultural Calmon Barreto, assim batizada em sua homenagem, uma instituição sem fins lucrativos para preservação da memória e da cultura do povo de Araxá. Estabelecida em 27 de junho de 1984, a partir do esforço de um grupo de músicos, artistas e intelectuais, a fundação ganhou sede própria em 1985, ocupando o prédio da antiga estação ferroviária. Fomenta a cultura e o patrimônio cultural da cidade de várias formas, mantém uma biblioteca, um periódico e importantes coleções documentais, como os arquivos da Câmara e Prefeitura, do Departamento de Patrimônio Histórico, do Registro Civil da Igreja Matriz, o Levantamento da Imigração e outros. O artista sentiu-se lisonjeado pela escolha do nome, pois dizia não considerar-se merecedor de tal homenagem.
Após sua morte, o governo do estado de Minas Gerais instituiu em sua homenagem a Medalha Calmon Barreto, concedida anualmente a personalidades e instituições destacadas no desenvolvimento de atividades culturais e turísticas no estado.

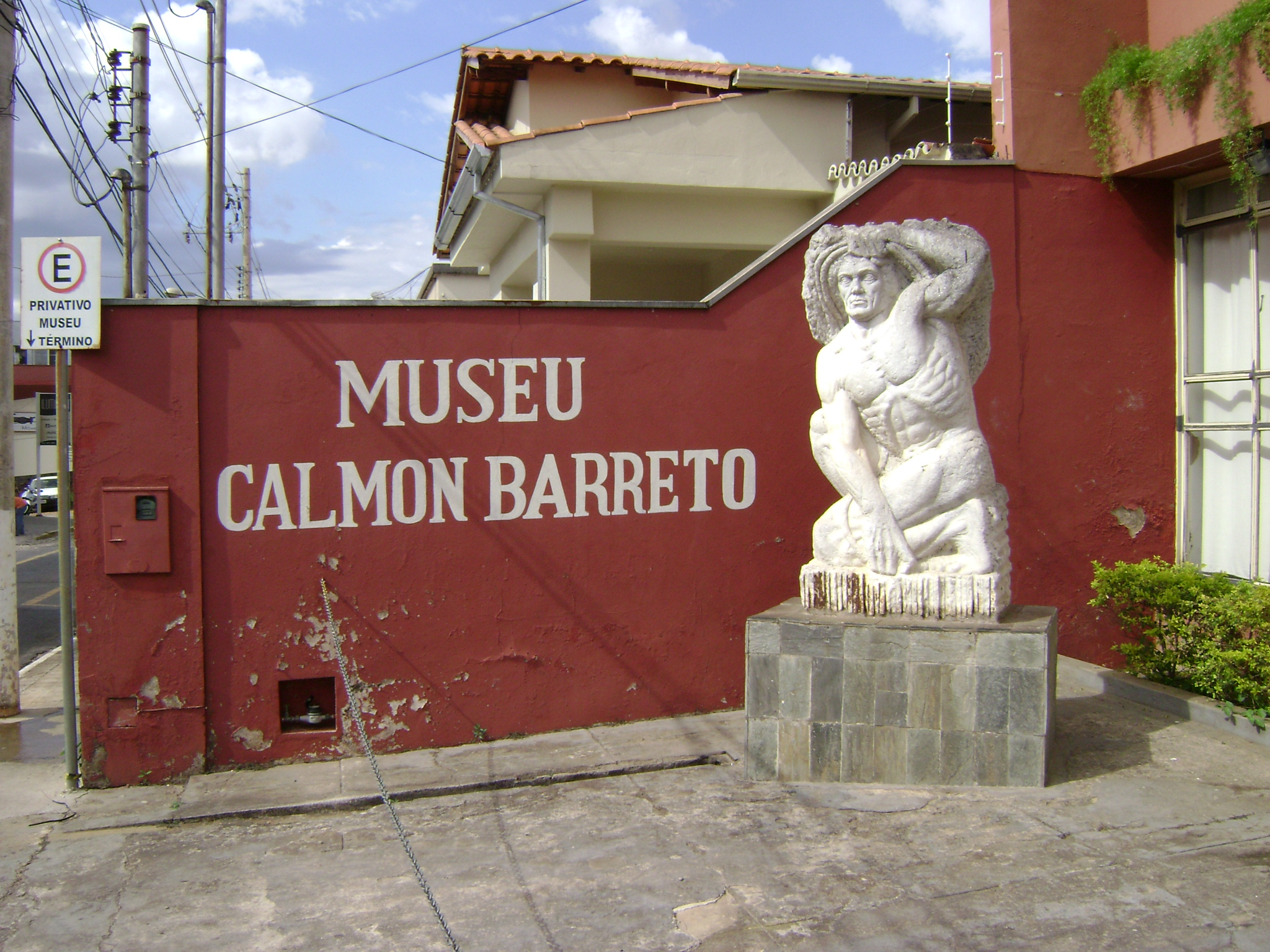
Entrada do Museu Calmon Barreto, com uma escultura do artista.

Em 20 de novembro de 1996, sob os auspícios da Fundação, foi criado o Museu Calmon Barreto, tendo como núcleo inicial parte do espólio deixado pelo artista à sua irmã Cordélia, composto de cerca de 170 obras em várias técnicas, cedidas em regime de comodato. Em 2010 foram adquiridas cem obras como acervo permanente, 63 novos desenhos, estudos e esboços ingressaram na coleção em 2012, e outro lote de 70 obras foi cedido depois em comodato. Segundo Andrade, o museu desempenha um papel relevante na conservação e divulgação da produção de Calmon Barreto, especialmente para a população local, já que o artista passou a maior parte da vida fora de Araxá. Ele acrescenta: "É notável o fato de Calmon Barreto ter produzido muito, mas pouco comercializado suas obras, e ter retornado a sua terra natal com uma forte presença como agente cultural local". A presença de suas obras em sua própria terra "gera uma significação importante para a cidade e seus cidadãos, capaz de construir valores de pertencimento, afeto e apreciação artística".
Em 2009 a Fundação comemorou o centenário do seu nascimento com uma exposição de cem desenhos inéditos e a publicação de uma coletânea de contos escritos pelo artista, intitulada Bando de Ripas. Calmon tem uma obra no acervo do Museu Nacional de Belas Artes e nove obras no Museu Dom João VI. Foi o primeiro ocupante da Cadeira Livre nº 11 da Academia Brasileira de Belas Artes, além de receber o título de "Acadêmico Emérito".